# Seilhofen
Seilhofen ist der kleinste Ortsteil der Gemeinde Driedorf im mittelhessischen Lahn-Dill-Kreis.

## Geografie
Der Ort liegt am östlichen Rand des Hohen Westerwaldes etwa 9 km südwestlich von Herborn und 43 km nordöstlich von Montabaur. Die Entfernung nach Siegen beträgt etwa 43 km und Wetzlar 30 km. Seilhofen liegt etwa 5 km von der hessischen Landesgrenze zu Rheinland-Pfalz entfernt. Die Entfernung zum Dreiländereck Hessen – Rheinland-Pfalz – Nordrhein-Westfalen beträgt etwa 9 km. Die Gemarkung des Ortes hat eine Größe von 2,46 km².
Die angrenzenden Orte sind, von Norden, im Uhrzeigersinn beginnend die Orte: Driedorf (Gemeinde Driedorf), Rodenberg, Beilstein (beide Gemeinde Greifenstein), Münchhausen (Gemeinde Driedorf). Alle Orte gehören zum Lahn-Dill-Kreis.
Seilhofen liegt am Südhang des bewaldeten Höhenrücken zwischen Ortskern und B 277. Dieser bildet zugleich die nördliche Grenze der Gemarkung. Die höchsten Erhebungen des Höhenzugs, von West nach Ost, sind der Heckmannsberg (532 m.ü.NN), der Scheuernberg (504,6 m.ü.NN) und der Obereberstein (512,7 m.ü.NN). Lediglich der Scheuernberg liegt auf der Gemarkungsgrenze, die beiden anderen Gipfel liegen in der Gemarkung Driedorf.  In der südlichen Gemarkung befindet sich der Mainzberg (461 m.ü.NN). Die südliche Grenze der Seilhofer Gemarkung bildet der Ulmbach, der bei Biskirchen in die Lahn mündet.

## Geschichte

### Ortsgeschichte
Der Ort wurde urkundlich erstmals 1398 als Sylloben erwähnt. Der Ort entstand, aufgrund seines Ortsnamens, vermutlich während des frühmittelalterlichen Landesausbau zwischen dem 7. und 9. Jahrhundert. Der Name Seilhofen, im örtlichen Dialekt Salwe, deutet auf einen herrschaftlichen Einzelhof (Saalhof) hin.
Seilhofen gehörte im Mittelalter zum Amt und Kirchspiel Driedorf. Nördlich von Seilhofen befindet sich die Wüstung des Dorfs Scheuern, westlich Richtung Münchhausen liegt die Wüstung Richwinsgesäß. Beide Wüstungen gehörten ebenfalls zum Amt und Kirchspiel Driedorf.
Nahe dem Ort verlief die Fernhandelsstraße von Köln nach Leipzig über Altenkirchen und Herborn. In unmittelbarer Nähe Seilhofens zweigte eine Hohe Straße über Wetzlar nach Frankfurt ab. Bei der, am Ulmbach liegenden, Pfalzmühle wird eine karolingische Straßenfestung vermutet.
Hessische Gebietsreform (1970–1977)
Mit dem Gesetz zur Neugliederung des Dillkreises der Landkreise Gießen und Wetzlar und der Stadt Gießen vom 13. Mai 1974 wurde im Zuge der Gebietsreform in Hessen die Gemeinde Seilhofen zum 1. Januar 1977 in die Gemeinde Driedorf eingegliedert. Für Seilhofen wurde wie für die anderen ehemals eigenständigen Gemeinden ein Ortsbezirk mit Ortsbeirat und Ortsvorsteher eingerichtet.

### Verwaltungsgeschichte im Überblick
Die folgende Liste zeigt die Herrschaftsgebiete und Staaten, in denen Seilhofen lag, bzw. die Verwaltungseinheiten, denen es unterstand:
- vor 1739: Heiliges Römisches Reich, Grafschaft/Fürstentum Nassau-Dillenburg, Amt Driedorf[6]
- ab 1739: Heiliges Römisches Reich, Fürstentum Nassau-Diez, Amt Driedorf
- 1806–1813: Großherzogtum Berg, Département Sieg, Arrondissement Dillenburg, Kanton Driedorf
- 1813–1815: Fürstentum Nassau-Oranien, Amt Driedorf
- ab 1816: Herzogtum Nassau[Anm. 1], Amt Herborn
- ab 1849: Herzogtum Nassau, Kreisamt Herborn[Anm. 2]
- ab 1854: Herzogtum Nassau, Amt Herborn
- ab 1867: Norddeutscher Bund[Anm. 3], Königreich Preußen, Provinz Hessen-Nassau, Regierungsbezirk Wiesbaden, Dillkreis[Anm. 4]
- ab 1871: Deutsches Reich, Königreich Preußen, Provinz Hessen-Nassau, Regierungsbezirk Wiesbaden, Dillkreis
- ab 1918: Deutsches Reich, Freistaat Preußen, Provinz Hessen-Nassau, Regierungsbezirk Wiesbaden, Dillkreis
- ab 1932: Deutsches Reich, Freistaat Preußen, Provinz Hessen-Nassau, Regierungsbezirk Wiesbaden, Landkreis Dillenburg
- ab 1933: Deutsches Reich, Freistaat Preußen, Provinz Hessen-Nassau, Regierungsbezirk Wiesbaden, Dillkreis
- ab 1944: Deutsches Reich, Freistaat Preußen, Provinz Nassau, Dillkreis
- ab 1945: Amerikanische Besatzungszone, Groß-Hessen, Regierungsbezirk Wiesbaden, Dillkreis
- ab 1946: Amerikanische Besatzungszone, Hessen, Regierungsbezirk Wiesbaden, Dillkreis
- ab 1949: Bundesrepublik Deutschland, Hessen, Regierungsbezirk Wiesbaden, Dillkreis
- ab 1968: Bundesrepublik Deutschland, Hessen, Regierungsbezirk Darmstadt, Dillkreis
- ab 1971: Bundesrepublik Deutschland, Hessen, Regierungsbezirk Darmstadt, Dillkreis
- ab 1977: Bundesrepublik Deutschland, Hessen, Regierungsbezirk Darmstadt, Lahn-Dill-Kreis, Gemeinde Driedorf[Anm. 5]
- ab 1981: Bundesrepublik Deutschland, Hessen, Regierungsbezirk Gießen, Lahn-Dill-Kreis, Gemeinde Driedorf

### Einwohnerentwicklung
| Seilhofen: Einwohnerzahlen von 1834 bis 2020 | Seilhofen: Einwohnerzahlen von 1834 bis 2020 | Seilhofen: Einwohnerzahlen von 1834 bis 2020 | Seilhofen: Einwohnerzahlen von 1834 bis 2020 | Seilhofen: Einwohnerzahlen von 1834 bis 2020 |
| --- | -------------------------------------------- | -------------------------------------------- | -------------------------------------------- | -------------------------------------------- |
| Jahr |                                              |                                              |                                              | Einwohner                                    |
| 1834 | 1834                                         |                                              | 166                                          | 166                                          |
| 1840 | 1840                                         |                                              | 164                                          | 164                                          |
| 1846 | 1846                                         |                                              | 155                                          | 155                                          |
| 1852 | 1852                                         |                                              | 145                                          | 145                                          |
| 1858 | 1858                                         |                                              | 138                                          | 138                                          |
| 1864 | 1864                                         |                                              | 156                                          | 156                                          |
| 1871 | 1871                                         |                                              | 147                                          | 147                                          |
| 1875 | 1875                                         |                                              | 138                                          | 138                                          |
| 1885 | 1885                                         |                                              | 152                                          | 152                                          |
| 1895 | 1895                                         |                                              | 153                                          | 153                                          |
| 1905 | 1905                                         |                                              | 123                                          | 123                                          |
| 1910 | 1910                                         |                                              | 134                                          | 134                                          |
| 1925 | 1925                                         |                                              | 128                                          | 128                                          |
| 1939 | 1939                                         |                                              | 120                                          | 120                                          |
| 1946 | 1946                                         |                                              | 193                                          | 193                                          |
| 1950 | 1950                                         |                                              | 177                                          | 177                                          |
| 1956 | 1956                                         |                                              | 172                                          | 172                                          |
| 1961 | 1961                                         |                                              | 172                                          | 172                                          |
| 1967 | 1967                                         |                                              | 160                                          | 160                                          |
| 1970 | 1970                                         |                                              | 176                                          | 176                                          |
| 1977 | 1977                                         |                                              | 175                                          | 175                                          |
| 1990 | 1990                                         |                                              | ?                                            | ?                                            |
| 2003 | 2003                                         |                                              | 177                                          | 177                                          |
| 2006 | 2006                                         |                                              | 159                                          | 159                                          |
| 2011 | 2011                                         |                                              | 162                                          | 162                                          |
| 2014 | 2014                                         |                                              | 158                                          | 158                                          |
| 2017 | 2017                                         |                                              | 148                                          | 148                                          |
| 2020 | 2020                                         |                                              | 150                                          | 150                                          |
| Datenquelle: Historisches Gemeindeverzeichnis für Hessen: Die Bevölkerung der Gemeinden 1834 bis 1967. Wiesbaden: Hessisches Statistisches Landesamt, 1968. Weitere Quellen: LAGIS; nach 1970: Gemeinde Driedorf; Zensus 2011 |                                              |                                              |                                              |                                              |

### Religionszugehörigkeit
| • 1885: | 151 evangelische (= 99,34 %), ein katholischer (= 0,66 %) Einwohner |
| • 1961: | 133 evangelische (= 77,33 %), 35 katholische (= 20,35 %) Einwohner  |

## Politik
Der Ort gehört bei Wahlen zum Deutschen Bundestag zum Wahlkreis „173 Lahn-Dill“, für Wahlen zum Hessischen Landtag zum Wahlkreis „21 Lahn-Dill I“.
Mit der Gebietsreform ist die Gemeindeverwaltung auf die Gemeinde Driedorf übergegangen. Letzter Bürgermeister war Paul Haas. Im Ort besteht ein Ortsbeirat aus fünf Mitgliedern. Der Ortsbeirat hat gegenüber der Gemeindevertretung Vorschlags- und Anhörungsrecht in den Angelegenheiten, die den Ort betreffen. Nach den Kommunalwahlen in Hessen 2016 ist Michael Weis (UL) Ortsvorsteher.

## Kultur und Sehenswürdigkeiten
Im Ortskern von Seilhofen haben sich einige Fachwerkgebäude aus dem 17. bzw. frühen 18. Jahrhundert und ebenso das historische Backhaus erhalten.

## Wirtschaft und Infrastruktur
Der Ort verfügt über ein Dorfgemeinschaftshaus.

### Verkehr
Der Ort liegt an der B 255 von Herborn über Driedorf nach Montabaur. Der nächste Bahnhof der Dillstrecke befindet sich in Herborn. Es bestehen Busverbindungen nach Driedorf, Mengerskirchen und Herborn. Die Entfernung zum Flughafen Frankfurt beträgt 106 km, nach Köln/Bonn ca. 103 km.

### Bildung
In Seilhofen existiert kein Kindergarten. Dieser ist in Driedorf. Der Ort gehört zum Einzugsbereich der Westerwaldschule Driedorf, einer Grund-, Haupt- und Realschule. Weiterführende Schulen können in Herborn oder Dillenburg besucht werden.

## Persönlichkeiten
- Heinrich Göbel (* 7. Oktober 1879 in Seilhofen; † 26. Februar 1951 in Hamburg), Architekt und Forscher auf dem Gebiet der Bildwirkereien